# Trichonemophas chassoti
Trichonemophas chassoti là một loài bọ cánh cứng trong họ Cerambycidae.